# 내신좌평
내신좌평(內臣佐平)는 백제의 관직이다. 백제의 6좌평 중의 하나로, 1품의 관직이었다. 좌평회의의 의장직과 왕명의 출납을 담당했다. 
《삼국사기》에 의해면 고이왕 시기에 설치되었다고 하며, 주로 왕족 출신의 인물들로 구성되어 자색의 복장을 입었다고 한다.

## 같이 보기
- 상좌평
  - 병관좌평
  - 내두좌평
  - 내법좌평
  - 내신좌평
  - 위사좌평
  - 조정좌평